# 谢尔盖·绍伊古

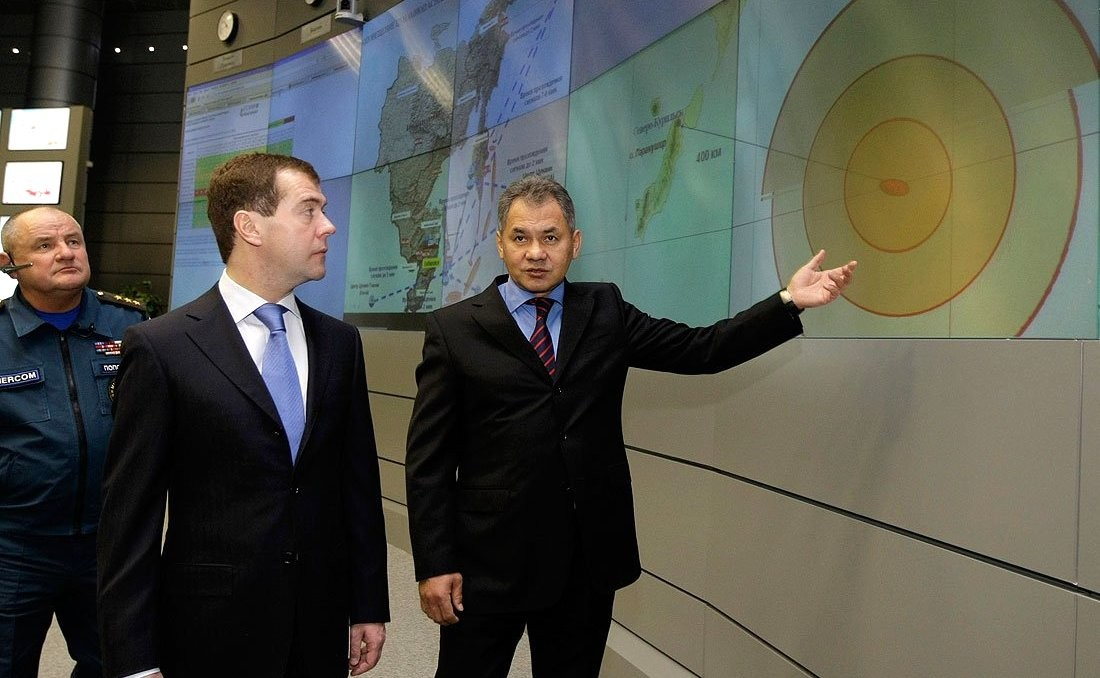
在國家危機管理中心期間的紹伊古

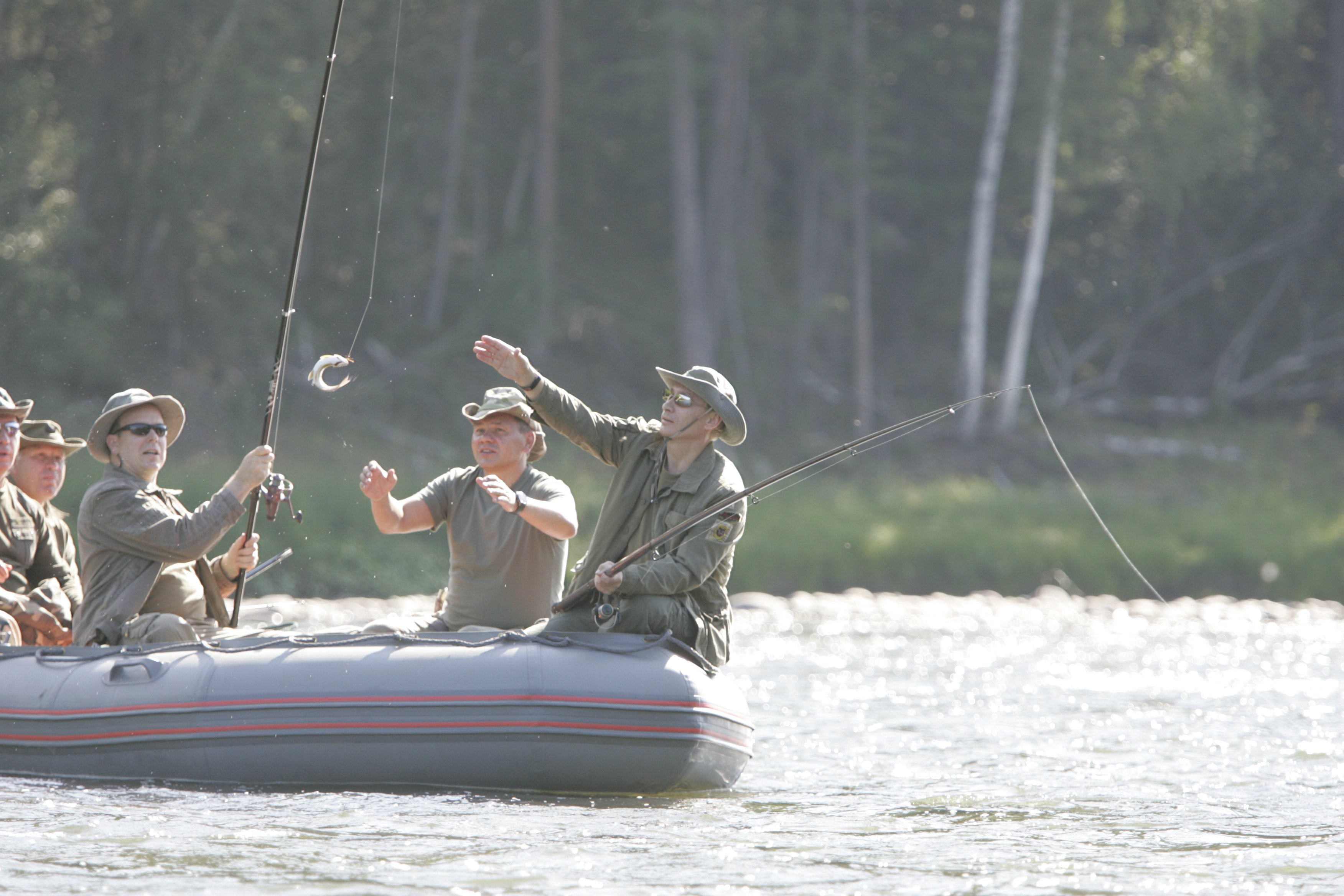
绍伊古、普京和阿爾貝二世在图瓦釣魚

谢尔盖·库茹格托维奇·绍伊古陸軍大将（俄語：Сергей Кужугетович Шойгу，羅馬化：Sergey Kyzhyget oglu Shoygu，發音：[siɾˈɡɛj kyʒyˈɣɛt ɔˈɣlu ʃɔjˈɣu]，1955年5月21日—），俄羅斯聯邦安全會議秘書，前任俄羅斯國防部長，為圖瓦-烏克蘭混血。1991年－2012年担任紧急情况部长；2012年5月11日至11月6日担任莫斯科州州长；2012年11月6日起任國防部長，2024年5月12日转任俄罗斯联邦安全会议秘书。亦曾任國際消防員和救援人員體育聯合會主席。紹伊古是俄罗斯总统普京的親密密友和盟友，屬於普京西罗维基核心圈子的成員。

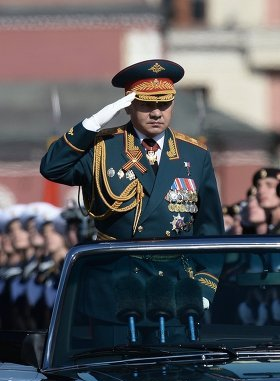
俄羅斯聯邦國防部長蕭依古陸軍上將在2014莫斯科勝利日閱兵檢閱部隊

## 早期的生活和教育
绍伊古出生於圖瓦共和國恰丹，父親為圖瓦人，母親為乌克兰人。1977年，主修土木工程的绍伊古在克拉斯諾亞爾斯克理工學院畢業；畢業後的1977年，绍伊古加入建築業，並在建築業工作了十年，從基層工人晉升為行政人員。1988年，绍伊古成為蘇聯共產黨阿巴坎分部的工作人員，其後又在蘇聯列寧共產主義青年團工作；1990年，绍伊古從西伯利亞遷移到莫斯科，後被任命為俄羅斯聯邦建築與工程委員會的副主席。

## 擔任國防部長
2012年11月6日，原來的國防部長阿納托利·愛德華多維奇·謝爾久科夫因腐敗醜聞被普京解除職務，绍伊古被任命為國防部長。绍伊古首向普京推荐了刚调往中央军区任司令不久的瓦列里·格拉西莫夫上将出任国防部第一副部长兼俄军总参谋长，而绍伊古在紧急情况部时的老部下们也被接续安排到了国防部副部长的位置上，原紧急情况部代理部长鲁斯兰·察里科夫被任命为国防部第一副部长（文职）；原紧急情况部副部长兼办公厅主任尤里·萨多文科被任命为国防部副部长兼办公厅主任；原紧急情况部副部长帕维尔·波波夫被任命为国防部副部长（主管科学研究工作）。绍伊古恢复了中断近20年的战备突击检查制度，先后给空降兵、南部军区、西部军区等精锐部队制造“紧急情况”，并得到了“表现不理想、却是其想要的结果”：机械化部队长距离急行军“成建制抛锚”、值班人员打瞌睡导致未接警报、驻外基地通信线路受别国管控......谢尔久科夫时期一系列改革下的问题一个接一个地暴露。「我们要将两个集团军投送到2000千米之外，而总参谋部居然同时报上来2000、3000、4000三个截然不同的数字，这让我和总参谋长都感到非常惊讶。」精锐部队表现尚且如此，其他部队的表现就更不用说了；当年底，国防部对俄军全年度战备突击检查给出了“不及格”的综合评价，于是就有了否定谢尔久科夫时期系列改革举措的理由。首先在部队编制上，绍伊古认为，经历“新面貌”调整后的俄军，尤其是地面部队，过于“細小”且不精干，丧失了“打大仗、打硬仗”的能力。于是，俄国防部的军事改革计划“师改旅”被叫停并逐步向“旅改师”过渡，新的集团军和步兵军开始筹建，院校数量也得到了增加，就连国防部内设机构都开始扩充并以此为契机渐进性恢复了“十常侍”制——即以10位副部长辅佐绍伊古主持工作（俄外交部也设置了超过10位副部长），此举大幅稀释了俄军总参谋部的权力。这些调整从纸面上扩充了军队规模，直接增加了高级军官的岗位数量，是绍伊古笼络人心、凝神聚力的关键举措。
2012年11月7日，绍伊古決定恢復蘇沃洛夫軍校和納希莫夫海軍學校學生參與5月9日勝利日閱兵的傳統。2013年7月，绍伊古下令指揮官每天早上在軍營一邊播放俄羅斯國歌，一邊閱讀愛國主義的軍事書籍；同年8月，他下令國防部文職工作人員、其他工作人員和管理人員穿著辦公制服。
2014年，绍伊古任命原莫斯科州副州长铁木尔·伊万诺夫为国防部副部长，全权负责军队基建事务，建设了国家防务指挥中心、北极三叶草基地、武装力量大教堂，甚至基层连队全面普及淋浴用房。同时，绍伊古力主恢复传统俄式军装、大力推进老式装备的现代化改造。
2014年2月26日，紹伊古指俄羅斯計劃與越南、古巴、委內瑞拉、尼加拉瓜、塞舌爾、新加坡等多個國家或地區簽署協議，設立永久性軍事基地和飛機加油站；2014年7月，烏克蘭刑事檢控紹伊古，指控他協助烏克蘭東部攻打烏克蘭軍隊的“非法軍事團體”。
2022年2月11日，绍伊古会见英国国防大臣本·华莱士，否认了俄罗斯计划俄烏戰爭。
2022年2月24日，俄羅斯入侵烏克蘭。绍伊古称：俄罗斯的“特别军事行动”旨在保护自己免受西方威胁。
2022年2月28日，加拿大跟進制裁。
截至2022年4月5日，以前活跃于媒体上的绍伊古自3月11日以来就没有在公众面前露面。俄罗斯独立媒体Agentstvo的调查报导证实3月11日绍伊古与土耳其国防部长的通话以及对一家医院的访问是他最后一次可以被确认的公开活动。4月21日，绍伊古在向俄罗斯总统普京匯報入侵烏克蘭行動的進展時露面。
2023年4月15日，乌克兰宣布对俄罗斯实施新制裁的法令，他的女儿因支持俄罗斯入侵乌克兰而被列入制裁名单。
2023年6月24日，華格納集團領導人葉夫根尼·普里戈任以俄羅斯國防部長绍伊古及參謀總長瓦列里·格拉西莫夫意圖摧毀瓦格納軍團為由，發動「推翻俄羅斯國防部」的攻擊计划，率領其集團的僱傭兵在顿河畔罗斯托夫發動瓦格納集團叛亂，以懲罰俄羅斯國防部長谢尔盖·绍伊古，且據傳欲擁戴蘇羅維金出任國防部長，但該叛亂在隔日隨即告終。
2024年5月12日，俄羅斯總統普京建議撤換紹伊古的國防部長職務，改由前第一副總理安德烈·別洛烏索夫接任；紹伊古將轉任聯邦安全會議秘書，接替尼古拉·帕特鲁舍夫。有關建議須由國家杜馬審理及通過後方才生效。
2024年6月25日，國際刑事法院以涉嫌危害人類罪、戰爭罪等國際罪行，對紹伊古發出拘捕令。

## 個人生活
紹伊古的妻子為伊琳娜（Irina Shoygu），兩人有兩個女兒，為生於1977年的尤麗婭及生於1991年的克謝尼婭。其胞姊拉里莎亦有涉足俄羅斯政壇，曾任俄罗斯国家杜马议员，於2021年6月10日因感染新冠肺炎病逝。
紹伊古在業餘時間喜愛足球、騎馬等的運動，並喜愛陳美和雷蒙斯合唱團的音樂。紹伊古會講數種語言，包括英語、日語和土耳其語。
曾有俄羅斯科學家嘗試用紹伊古的名字銷售濾水器，及後紹伊古要求該科學家停止使用他的名字推銷產品。2011年5月16日，紹伊古的私人司機在莫斯科環城北路威脅開槍射擊另一名駕駛者，当时绍伊古不在车内，事后司机被紹伊古解僱。